# Mihrengiz Kadın
Fatma Mihrengiz Kadınefendi (en turco otomano: ميهرنجيز كادنيفندي, "hija del sol o de la luz", 15 de octubre de 1869 - 12 de diciembre de 1938) fue la segunda esposa del sultán Mehmed V del Imperio Otomano.
El título completo era: Devletlu İsmetlu Ikinci Mihr-engiz Kadın Efendi Hazretleri

## Vida
Mihrengiz nació el 15 de octubre de 1869 en Sochi. Su verdadero nombre era Fatma Hanim. Mihrengiz tenía un hermano, Ibrahim Bey. En 1893, durante la guerra, su familia emigró del Cáucaso a Constantinopla donde fue entregada a la corte del sultán otomano.
Recibió educación privada y lecciones de piano en el palacio. Primero sirvió al jefe de la corte. Sin embargo, el príncipe Mehmed Resad pronto notó a Mihrengiz y se casaron el 4 de abril de 1887 en el Palacio Veliahd.
Un año después, el 2 de marzo de 1888, dio a luz a su único hijo, Şehzade Ömer Hilmi. A diferencia de las otras esposas del sultán Mehmed, Mihrengiz era delgada, mientras que las demás eran considerablemente más gordas. Saffiyeh Uniuvar, profesora de la escuela del palacio, escribió en sus memorias sobre Mihrengiz:
```
...La segunda esposa, la Sra. Mihrengiz, y su hijo, Şehzade Ömer Hilmi, estaban en su residencia de verano, por lo que no pudimos vernos hasta el invierno, cuando regresaron al Palacio de Dolmabahçe...
```

```
... Ahora, a excepción de la cuarta esposa, los demás eran mucho más pesados, así que no puedo dejar de decir que nunca esperé encontrarme con alguien tan delgado. Más tarde escuché que él ha estado sufriendo de una enfermedad durante los últimos años...
```

En 1924 se exiliaron y se instalaron en Alejandría. Su hijo sufrió un derrame cerebral y murió poco después de establecerse en Alejandría.
Mihrengiz murió el 12 de diciembre de 1938 en Alejandría a la edad de 69 años. Está enterrada en el mausoleo de Hevidis Tevfik en El Cairo.